# 사에키구
사에키구(일본어: 佐伯区)는 일본 히로시마현 히로시마시를 구성하는 8개 구 중 하나로 히로시마시 서부에 위치한다.
히로시마시가 정령지정도시로 지정된 후 구 이쓰카이치정 편입과 함께 성립하였다. 당초에는 구 하쓰카이치정도 구역에 포함할 계획이었지만 하쓰카이치정의 단독 시 승격으로 무산되었다. 2005년에는 구 유키정을 구역에 편입했다.

## 지리
남부는 세토 내해(히로시마만)와 접하고 야하타강 하류 지역에 평야가 열려 있으며 북부는 고쿠라쿠지산 등 산지가 차지하고 있다.

## 역사
- 1955년 - 구 이쓰카이치정, 간노촌, 야하타촌, 이시우치촌, 고치촌이 합병해 사에키군 이쓰카이치정이 성립하였다.
- 1985년 3월 20일 - 이쓰카이치정이 히로시마시에 편입되어 옛 정역을 그대로 하는 사에키구가 탄생하였다.
- 1980년대 이후 도심과 가까우면서 자연이 풍부한 특성을 살려 북부 구릉 지역의 택지화가 진행되어 히로시마시의 주택 지역으로 발전했다.
- 2005년 4월 25일 - 사에키군 유키정을 편입하였다.

## 교육
- 히로시마 공업 대학(일본어판)

## 교통

### 철도
- 서일본 여객철도 산요 본선
- 히로시마 전철 미야지마선

### 도로
- 산요 자동차도
- 국도 2호선
- 국도 제433호선 (일본)(일본어판)
- 국도 제438호선 (일본)(일본어판)